# Klaus Wolf
Klaus Wolf, nemški glasbenik, * ?.

## Odlikovanja in nagrade
Leta 1999 je prejel častni znak svobode Republike Slovenije z naslednjo utemeljitvijo: »za zasluge pri promociji Slovenije v nemškem glasbenem atlasu in za povezovanje med mestoma Esslingen in Velenje«.